# Araba, Galileea

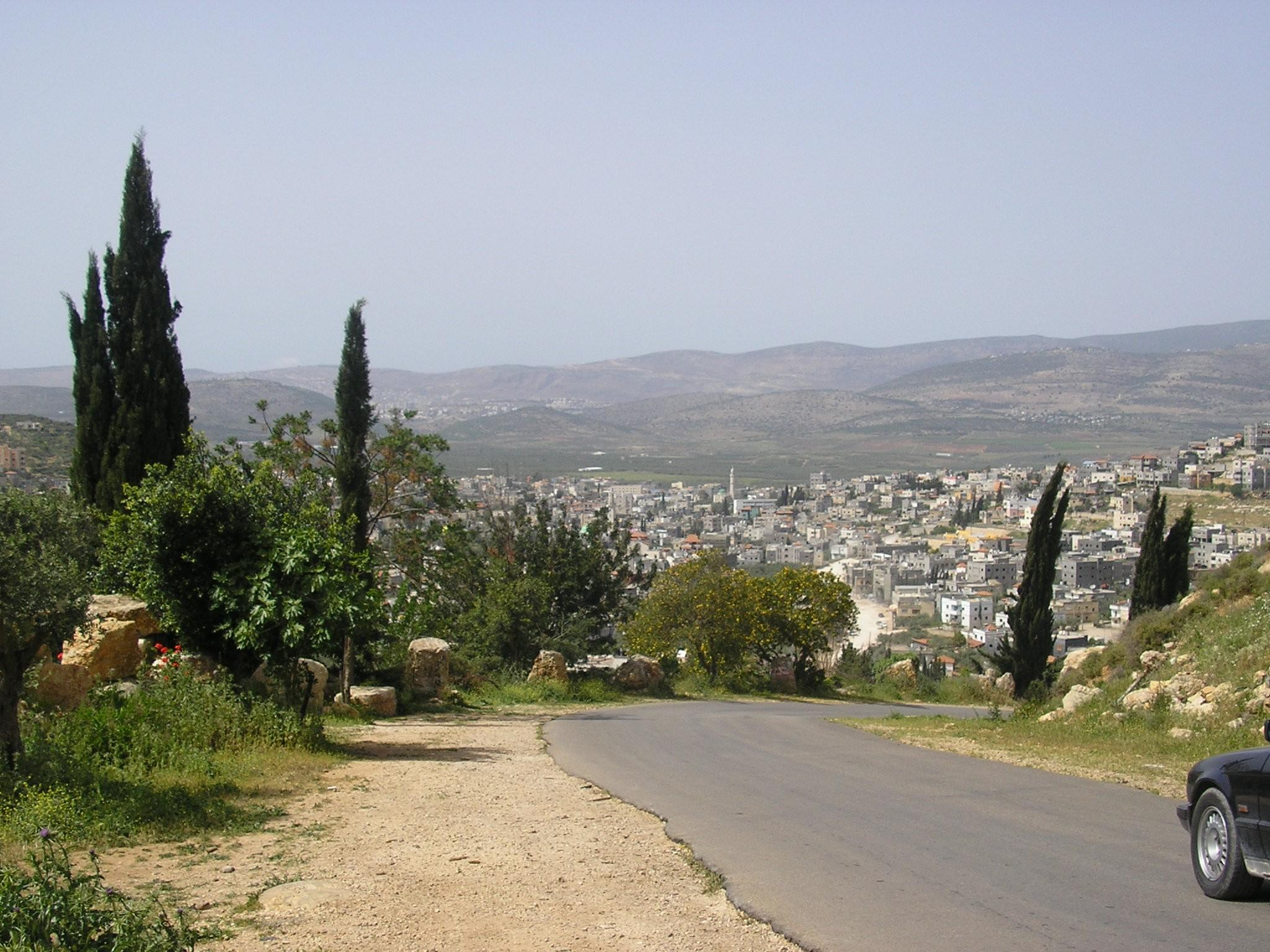
Araba, Galileea, intrarea nordică dinspre Munţii Yodfat

Araba (Galileea)  (în arabă:عرابة, în scriere ebraică עראבה, denumit în arabă și Arbat al Batuf, datorită proximității Văii Bet Netufa,sau în arabă Sahl Al Batuf) este o localitate urbană din Israel, din Districtul de Nord, în partea de apus a Galileei de Jos, aflat la 7 km sud-est de orașul Karmiel, la 1 km est de Sakhnin si 1 km vest de Deir Hana. 

## Demografie
Orașul, populat de circa 20,660 locuitori (2010), arabi, marea majoritate musulmani, are și o minoritate creștină greco-catolică (melkită) (2% din populație).
Din anul 1965 localitatea a primit statutul de consiliu local. Încă nu este recunoscut oficial ca oraș sau municipiu.
La recensământul din 1931 Araba număra 253 case locuite și o populație de 1187 arabi musulmani și 37 arabi creștini.
Sporul de populație anual este în prezent de 2%.
36,3% din elevi termină examenele de bacalaureat.
Venitul mediu al locuitorilor în anul 2007 era de 4,176 shekeli noi.

## Așezarea geografică
Nucleul așezării se află la poalele turnurii de nord a Munților Yotvat, iar o parte nouă a orășelului se întinde în valea Sakhnin (Sahl Araba)

## Istoria

### Antichitatea iudaică
Se crede că așezarea  exista încă în vremea regatului evreiesc antic.
Urme arheologice ale așezării din secolul al V lea î.e.n. s-au găsit în preajma bisericii creștine din localitate.  
În epoca Mishnei și a Talmudului este menționată sub numele ebraic Arav,
 nume care a fost conservat ulterior în denumirea arabă de Araba.
Districtul era numit în epoca talmudică Arbata.
Iosephus Flavius menționează localitatea sub numele elen de Garaba sau Gavara, ca fiind unul din principalele orașe ale Galileei de la începutul mileniului I e.n., alături de Tzipori (Sephoris) și Tiberias, după câte se pare, al treilea ca mărime. El era în vremea aceea capitala districtului Sihnin.
După alte opinii, adevărata Garaba sau Gavara ar fi fost locul numit astăzi în arabă Hirbet el Kabra.
În acest oraș au propovăduit Rabbi Yohanan Ben Zakai (vreme de 18 ani, după  mărturia Talmudului palestinian), cel mai mare învățat talmudist din prima generație a Tanaimilor, precum și rabbi Hanina Ben Dosa, care era fiul locului. După o tradiție evreiască din 1212, Hanina Ben Dosa a și fost înmormântat în localitate. 
După mărturia lui Iosephus Flavius, deși locuitorii din Arav nu au participat la Marea Revoltă a Evreilor și nu au opus rezistență, din lipsă de mijloace de apărare, localitatea a fost distrusă de către soldații lui Vespasian. Bărbații au fost omorâți, iar locuitorii lăsați în viață, după cum se vede, femeile și copiii, au fost luați în robie.

În urma distrugerilor, localitatea vecină Sihnin, actualul Sakhnin, a luat întâietatea în regiune.
Așezarea a fost ulterior refacută, aici stabilindu-se una din așa numitele 24 mishmerot - guardii, ale preoților evrei - cohanim, și anume casa lui Petahya.
În zilele împăratului Adrian locuitorii evrei ai așezării au fost transferați în regiunea Iudeei.

### Evul Mediu
În epoca bizantină localitatea a fost locuită de creștini, care în secolul al V-lea au zidit o biserică, ale cărei ruine se pot vedea și astăzi. 
Creștinii din Araba s-au convertit în cea mai mare parte la islam după victoria lui Salah ad Din asupra cruciaților în bătălia de la Hattin. 
Moscheea cea veche a orășelului datează din perioada lui Salah ad Din.
In Valea Sakhnin (Sahl Araba) mai sunt măslini foarte bătrâni pe care populația îi numește Rumiin (adică Bizantini).
În epoca mamelucă Araba a fost capitala unei plase ("Nahiya").
Un călător arab Yakut Al Hamawi, din veacul al XIII-lea, pomenește localitatea în cartea sa, „Mu'adjam al Buldan”. In cursul istoriei Araba a fost o așezare agricolă, care se baza în primul rând pe pământul roditor al văii Beit Netufa (Sahl al Batuf).

### Perioada otomană

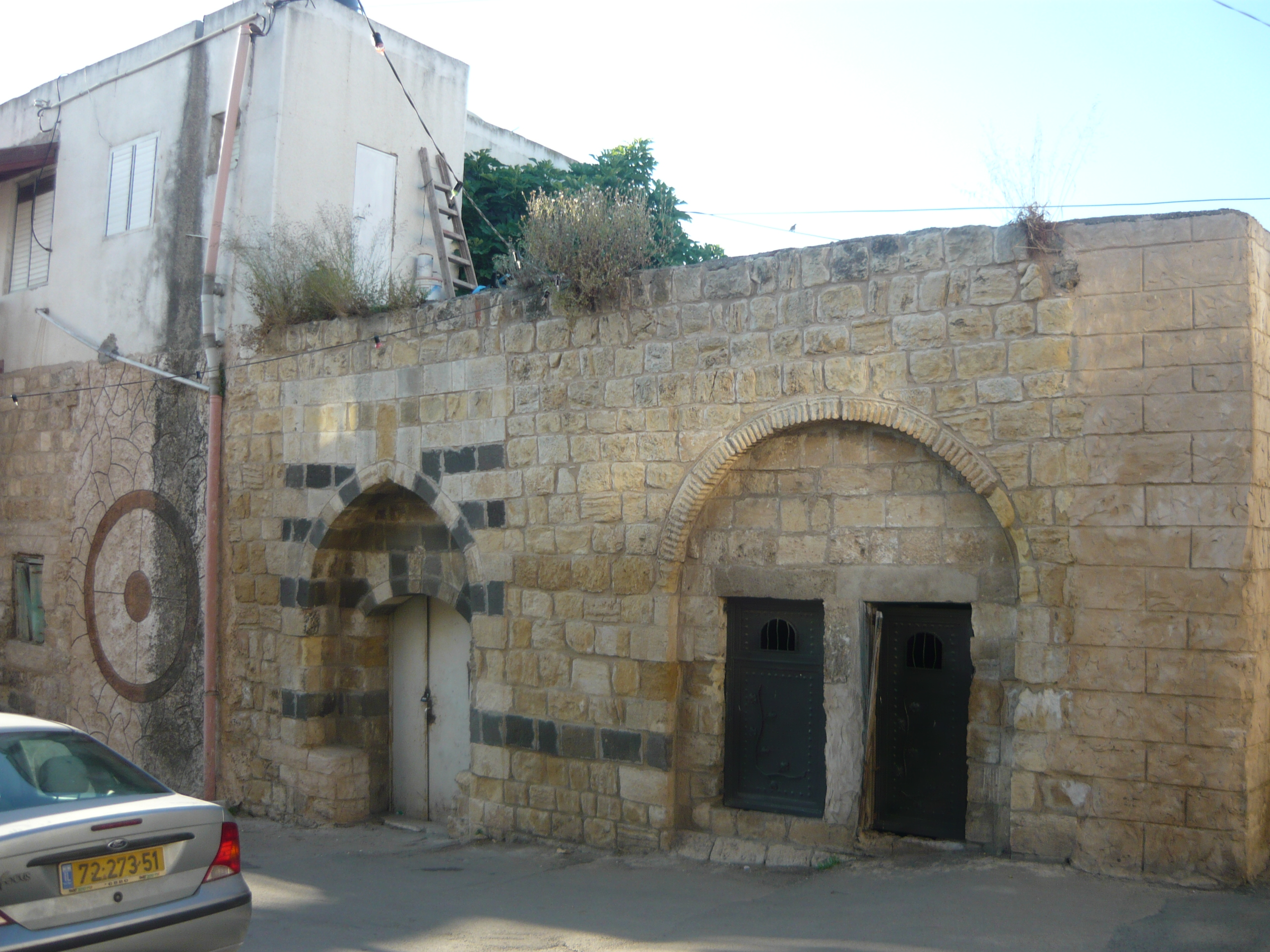
Casa lui Omar al Zeidani din Araba, vis a vis de moscheea cea veche

In anul 1596 Araba este menționată în registrele de impozite otomane ca facand parte din raionul )nahiya) Tabariya (Tiberiada), din provincia (liwa) Safed (Tzfat). Era populată de 125 de familii musulmane si doi celibatari musulmani, și plătea impozite pe grâu, orz, fructe, bumbac, pe caprei și stupuri de albine.
La sfârșitul secolului al XVII sau începutul secoului al XVIII-lea locuitorii musulmani suniți din Araba sub conducerea lui 'Amad Zeidan, bunicul renumitului conducător Dahar al Omar, au măcelărit un mare număr de druzi din așezarea vecină Salame (astăzi Tzalmon) Motivul era dorința incăpățânată a unuia din șeicii druzi de a lua de soție pe una din fetele din sat. Până la urmă  cei din Araba s-au prefăcut că sunt de acord, i-au invitat pe vecinii druzi la un simulacru de nuntă, unde i-au luat prin surprindere și i-au omorât. De Araba se leagă și începutul ascensiunii șeicului Dahar al Omar al Zeidani (1688-1775) care a devenit in anii 1730-1770 stăpânitorul de facto al Galileei. Tradiția povestește că în tinerețe, după ce omorâse un militar turc, Dahar al Omar și-a găsit adăpost în localitate, pe atunci condusă de șeicul Muhammad Nasser, și a mediat în aplanarea unui conflict între Araba și un sat vecin.    
În secolul al XIX-lea localitatea a cunoscut o renaștere prin stabilirea mai multor familii din Nablus și Ierusalim.

### Perioada contemporană
În timpul administrației mandatului britanic Araba era un sat mare cu 1200 locuitori (1931), și terenuri agricole de 3,000 ha.
In cursul Războiului arabo-israelian din 1948, comuna a fost cucerită de armata israeliană în cursul Operației Dekel ("Palmier"). În urma capitulării Nazaretului au încetat lupta și localitățile rurale din împrejurime.
Localitatea a intrat în componența Israelului și,potrivit cu principiile stabilite de conducerea militară israeliană în legătură cu așezările arabe din Galileea, locuitorii din Araba nu au fost expulzați. O mare parte din pământurile sătenilor, pe o arie aflată la estul localității au fost confiscate de stat și declarate „zonă militară închisă” sub numele de Aria 9.
In anii 1960 locuitorii Arabei au recurs la numeroase acțiuni de protest contra guvernământului militar instituit de Israel în zonele cu populație arabă, până ce acesta a fost desființat de guvernul Levi Eshkol în anul 1966.

### „Ziua pământului”
După ce în 1975 au mai fost efectuate de către stat unele exproprieri de pământuri ale unor locuitori arabi, la 11 martie 1976 Autoritatea funciară a Israelului a anunțat că se vor efectua noi exproprieri în scopul lărgirii orașului Karmiel. Era votba de circa 2000 hectare aflate între Araba și Sahnin. 
După eșuarea negocierilor dintre guvern și Comitetul pe țară al primarilor arabi, locuitorii din Araba, Sakhnin și Deir Hana au fost cei care au declanșat la 30 martie 1976 o furtunoasă grevă generală și mișcare de protest contra discriminării arabilor în domeniul funciar, în cadrul așa numitei Zile a Pământului. Demonstranții au blocat șosele și au aruncat sticle incendiare. În cursul reprimării tulburărilor, au fost omorâți 6 dintre demonstranți, ceea ce a dus la generalizarea manifestațiilor în toate regiunile Israelului. 
Aceste evenimente au rămas în istorie sub numele de Ziua Pământului (Yom al Ard), 30 martie devenind o zi anuală de comemorare și protest,uneori violent, a arabilor israelieni.
În cele din urmă, în anul 1983 guvernul israelian a consimțit să restituie Aria 9 foștilor ei proprietari din Araba.
În urma declanșării revoltei sângeroase a arabilor palestinieni din Cisiordania și Fâșia Gaza, cunoscute sub numele de Intifadat al Aksa, în octombrie 2000  au izbucnit și în rândurile sectorului arab din Israel manifestații violente de solidaritate, mai ales în Galileea. În cursul reprimării acestora de către poliție, au fost uciși la joncțiunea Lotem și doi locuitori  din Araba, de 17 (Asel Asleh, membru în mișcarea „The seeds of Peace”) si 22 ani, care au devenit eroi în conștiința populației locale.
În anul 1965 localitatea a fost promovată la rangul de consiliu local, dar a continuat în deceniile următoare să sufere de înapoiere economică și în domeniul infrastructurii. Economia ei a continuat  multă vreme să se bazeze pe agricultură și pe munca salariată a locuitorilor în afara localității. În prezent se dezvoltă și ramurile serviciilor, inclusiv ale comerțului și turismului.
Orașul s-a dotat în ultimii ani cu o nouă moschee.

## Simbolul localității
Simbolul consilului local Araba reflectă produsele pentru care locul a câștigat renume: ceapa, pepenele verde și pepenele galben.

## Sport
Locuitorii au un club de fotbal „Ahva Arraba” (Frăția) care joacă în Liga națională, a doua ligă a fotbalului israelian.

## Obiective turistice
In Araba există vestigii din vremea romanilor și a bizantinilor, inclusiv coloane și morminte.
În micul cartier creștin se află o biserică creștină care a fost clădită pe ruinele unei biserici din secolul al V-lea. În 1968 a fost descoperit dușumeaua acoperită de un mozaic din biserica antică, acesta fiind  împodobit cu cruci și cu motive geometrice. și purtând inscripția greacă: (în traducere liberă) „Prin puterea Domnului, cu ajutorul lui Iisus și prin bunăvoia Sfântului Duh, s-a făcut această lucrare și a fost săvârșit mozaicul sub auspiciile episcopului Grigorios”.
S-au păstrat și un număr de case din perioada otomană, între care un teasc de ulei, și una din reședințele lui Dahr al Omar al Zeidani.
Lângă intrarea în cimitirul musulman din sudul localității se afla un mormânt cu capac de sarcofag. pe care localnicii îl numesc Nabi Rubin, și pe care evreii îl consideră a fi mormântul lui Rabbi Reuven ben Itztrobali, învățat talmudist tanait din a patra generație- Locul este menționat de pelerini evrei începând din anul 1473.
Pe strada care urcă dinspre cimitir înspre oraș, există o peșteră tombală evreiască din perioada romană sau cea bizantină, în preajma căreia se află un arbore de fistic atlantic, numit de arabi As Saddik. Peștera, conținând mai multe camere funerare, a fost descoperită de un locuitor în vreme ce săpa pentru a-și construi un adăpost în preajma casei. Evreii consideră că aici se află mormântul lui rabbi Hanina ben Dosa.
La est de Araba se afla mormântul unui personaj venerat de musulmani, după tradiție, șeicul Dabbus.

## Locuitori cunoscuți
- Ali Nassar (1954) fotograf și regizor israelian de cinema